# Jessica McNamee

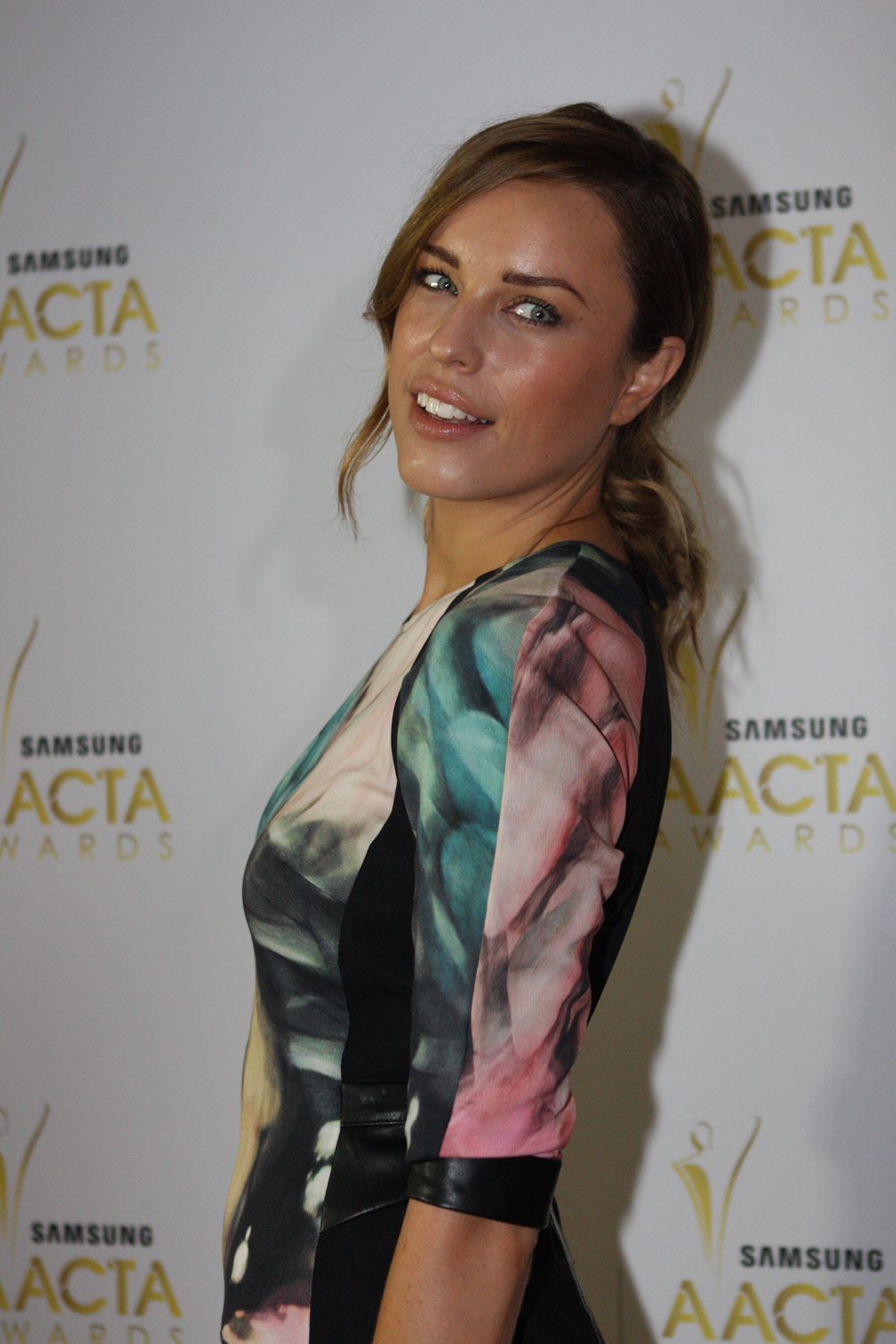
McNamee na AACTA Awards (2012)

Jessica McNamee (ur. w Sydney) – australijska aktorka, która grała w filmach: I że cię nie opuszczę, Wojna płci, Meg i Mortal Kombat.

## Filmografia

### Filmy
| Rok  | Tytuł                                | Rola           | Uwagi       |
| ---- | ------------------------------------ | -------------- | ----------- |
| 2007 | Hammer Bay                           | Amanda Blakely | film TV     |
| 2010 | The Loved Ones                       | Mia            |             |
| 2010 | 50-50                                | Nelly Cameron  | krótkometr. |
| 2012 | I że cię nie opuszczę (The Vow)      | Gwen Thornton  |             |
| 2012 | Scruples                             | Maggie         | film TV     |
| 2017 | CHiPs: Motopatrol (CHiPs)            | Lindsey Taylor |             |
| 2017 | Wojna płci (Battle of the Sexes)     | Margaret Court |             |
| 2018 | Obsesja sąsiada (The Neighbor)       | Jenna          |             |
| 2018 | Meg (The Meg)                        | Lori           |             |
| 2019 | Locusts                              | Izzy           |             |
| 2020 | Mroczna otchłań (Black Water: Abyss) | Jennifer       |             |
| 2021 | Mortal Kombat                        | Sonya Blade    |             |
| 2022 | Gość (The Visitor)                   | Maia Eden      |             |
| 2024 | Windcatcher                          | Sharon Cobb    |             |
| 2025 | Mortal Kombat II                     | Sonya Blade    | ukończony   |

### Seriale
| Rok           | Tytuł                   | Rola          | Uwagi      |
| ------------- | ----------------------- | ------------- | ---------- |
| 2007          | Zatoka serc             | Lisa Duffy    | 32 odcinki |
| 2008–10, 2013 | Chata pełna Rafterów    | Sammy Rafter  | 55 odc.    |
| 2013          | Białe kołnierzyki       | Penny Chase   | 1 odc.     |
| 2014          | The Time of Our Lives   | Lisa Montego  | 4 odc.     |
| 2014–15       | Paramedycy (Sirens)     | Theresa Kelly | 23 odc.    |
| 2019          | Into the Dark           | Rachel Adams  | 1 odc.     |
| 2022          | Upright                 | Avery Mae     | 6 odc.     |
| 2023          | Everyone Is Doing Great | Georgia       | 1 odc.     |